# Melophagus ovinus
Espèce
Melophagus ovinus, le pou du mouton ou mélophage du mouton, est une mouche pupipare aptère, parasite hématophage des ovins, occasionnellement des chèvres. Originaire d'Europe centrale, cette espèce est devenue cosmopolite avec l'importation du mouton dans la plupart des régions tempérées du monde.
Les mélophages disposent de pattes fortes, ce qui leur permettent de rester accrochés dans la laine des moutons. Ils portent un préjudice aux éleveurs car ils affaiblissent l'hôte et détériorent le cuir (noisillure).

## Dénomination
Le nom scientifique du genre est Melophagus, du grec ancien μηλοφάγος, composé de mêlon (μήλον), « mouton » et de -phage (du verbe φαγεῖν), « manger ».
Il est en outre désigné par plusieurs noms vernaculaires : pou du mouton, faux-pou du mouton, barbin, bredin, berdin.